# Ázerbájdžánská sovětská socialistická republika
Ázerbájdžánská sovětská socialistická republika (ázerbájdžánsky Азәрбајҹан Совет Сосиалист Республикасы – Azärbajdžan Sovet Socialist Respublikasy, rusky Азербайджанская Советская Социалистическая Республика – Azerbajdžanskaja Sovetskaja Socialističeskaja Respublika) byla svazovou republikou SSSR v kavkazském regionu. Rozloha činila 86 600 km² a hlavním městem bylo Baku. V roce 1982 měla 6,3 mil. obyvatel, z toho 78,1 % tvořili Ázerbájdžánci, dále Rusové a Arméni.
Ázerbájdžánská SSR hraničila na severu s RSFSR, na severozápadě s Gruzínskou SSR, na východě s Arménskou SSR a na jihu s Íránem. Východ omývalo Kaspické moře. Součástí Ázerbájdžánské SSR byly také Nachičevanská autonomní sovětská socialistická republika a Náhornokarabašská autonomní oblast.
Ázerbájdžánská SSR vznikla zánikem Zakavkazské sovětské federativní socialistické republiky v roce 1936. Po rozpadu SSSR v roce 1991 získala republika samostatnost a vznikl tak nezávislý Ázerbájdžán.

## Ekonomika

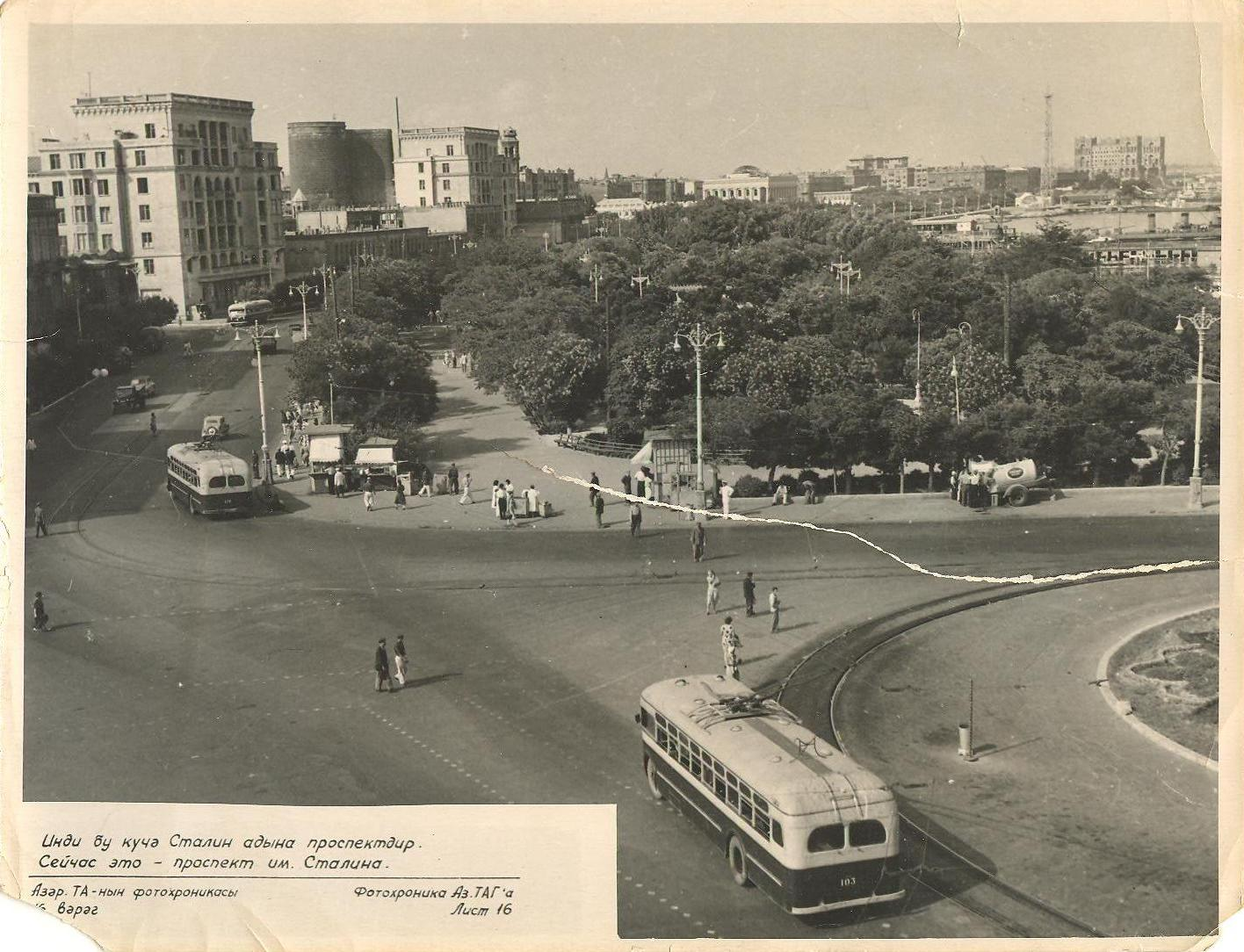
Baku v 60. letech 20. stol.

Ázerbájdžánská SSR se stala během socialistické výstavby průmyslovou republikou s rozvinutým kolektivním zemědělstvím. Průmysl byl zaměřen na těžbu a zpracování ropy a zemního plynu. Dále těžba rud železa a barevných kovů, energetika, petrochemie, průmysl chemický, plastických hmot, průmyslových hnojiv, strojírenský (těžební zařízení), elektrotechnický, hutnictví železa (ocelárny, válcovny trub) a neželezných kovů, textilní (vlna, hedvábí), papírenský, stavebních hmot, kožedělný, potravinářský (vinařský, konzervárenský, rybný), tabákový. V zemědělství důležité zavodňování. Pěstování obilnin, bavlníku, brambor, ovoce, vinné révy a tabáku. Chov ovcí a koz (5,5 mil. ks v r. 1981), skotu a bource morušového.

## Stručný historický přehled
- 9.–4. st. př. n. l. Mana, Atropatene, Médie, Albánie Kavkazská
- 3.–10. st. Sásánovci, od 8. st. arabský chalífát
- 4. st. křesťanství státním náboženstvím
- 1. pol. 9. st. Bábekovo povstání, islamizace
- 9.–16. st. feudální státy
- 11.–14. st. nájezdy Seldžuků, Mongolů a Tímúra
- 16.–18. st. součást říše Safíovců
- 17.–18. íránsko-turecké boje o Ázerbájdžán, povstání za nezávislost
- pol. 18. st. mnoho feudálních států závislých na Persii
- 1813, 1828 sever připojen k Rusku (Jelizavetpolská, Bakuská guvernie), jih součástí Íránu
- listopad 1917 nastolena sovětská moc
- duben–květen 1918 součást Zakavkazské demokratické federativní republiky
- květen 1918–duben 1920 Ázerbájdžánská (lidová / demokratická) republika
- duben–červenec 1918 bakuská komuna
- červenec 1918–duben 1920 zahraniční intervence, vláda musavatistů
- 1920 vznik komunistické strany, vyhlášení Ázerbájdžánské SSR (28. dubna 1920)
- 12. 3. 1922 součást Zakavkazské sovětské federativní socialistické republiky (ZSFSR)
- 30. 12. 1922 ZSFSR součástí SSSR
- 5. 12. 1936 ZSFSR zrušena, Ázerbájdžánská SSR svazovou republikou SSSR
- 23. 9. 1989 deklarována státní suverenita

Ázerbájdžánská vlajka v roce 1991 před zánikem SSSR

- 5. 2. 1991 Ázerbájdžánská republika
- 30. 8. 1991 vyhlášení nezávislosti
- 25. 12. 1991 zánik SSSR – úplná nezávislost

## Přehled představitelů

### Bakuská komuna
- (2. 11. 1917 –) 25. 4. 1918 – 31. 7. 1918 – Stepan Georgiyevich Shaumyan – předseda Rady lidových komisařů bakuské komuny

### Zakavkazská federativní demokratická republika
- 22. 4. 1918 – 26. 5. 1918 – Nikoloz Simonis dze Chkheidze – předseda shromáždění; SDWP

### Ázerbájdžánská (lidová / demokratická) republika
- 28. 5. 1918 – 17. 6. 1918 – Memmed Emin Aga ogly Resulzade – předseda Národní rady; TPM
- 17. 6. 1918 – 16. 11. 1918 – Fath Ali Khan Khoyski – předseda prozatímní vlády; TPM
- 16. 11. 1918 – 7. 12. 1918 – Memmed Emin Aga ogly Resulzade – předseda Národní rady; TPM
- 7. 12. 1918 – 2. 2. 1920 – Hasan bey Meshedi Husseyn ogly Agayev – první náměstek předsedy parlamentu; TPM
- 2. 2. 1920 – 27. 4. 1920 – Mammad Yusif Hajibaba ogly Kafarov – první náměstek předsedy parlamentu; TPM

### Ázerbájdžánská sovětská socialistická republika
- 28. 4. 1920 – 16. 5. 1920 – Mirza Davud Bagir ogly Husseynov – náměstek předsedy Prozatímního revolučního výboru; AKP
- 16. 5. 1920 – 21. 5. 1921 – Nariman Kerbalay Nadzhaf ogly Narimanov – předseda Prozatímního revolučního výboru; AKP
- 21. 5. 1921 – 6. 5. 1922 – Mukhtar Haji ogly Hajiyev – předseda Ústřední výkonné rady; AKP
- 6. 5. 1922 – 18. 9. 1929 – Samed Aga Agamali ogly Aliyev – předseda Ústřední výkonné rady; AKP

### Federativní svaz sovětských socialistických republik Zakavkazska
- 12. 3. 1922 – 13. 12. 1922 – Nariman Kerbalay Nejef ogly Narimanov – člen Svazové rady za Ázerbájdžánskou SSR (další dva kolegové z Arménské SSR a Gruzínské SSR); AKP

### Zakavkazská sovětská federativní socialistická republika
- 13. 12. 1922 – 1929 – Samed Aga Agamali ogly Aliyev – předseda Ústředního výkonného výboru Ázerbájdžánské SSR; CPTSSF
- 1929 – 13. 12. 1931 – Gazanfar Makhmud ogly Musabekov – předseda Ústředního výkonného výboru Ázerbájdžánské SSR; CPTSSF
- 13. 12. 1931 – 5. 12. 1936 – Sultan Medzhid ogly Efendiyev – předseda Ústředního výkonného výboru Ázerbájdžánské SSR; CPTSSF

### Ázerbájdžánská SSR
- 5. 12. 1936 – 10. 6. 1937 – Sultan Medzhid ogly Efendiyev – předseda Ústředního výkonného výboru; AKP
- červen 1937 – 19. 7. 1938 – Mir Bashir Fattakh ogly Kasumov – úřadující předseda Ústředního výkonného výboru; AKP
- 19. 7. 1938 – 21. 7. 1938 – Mir Teimur Mir Alekper ogly Yakubov – předseda Nejvyššího sovětu; AKP
- 21. 7. 1938 – 23. 4. 1949 – Mir Bashir Fattakh ogly Kasumov – předseda prezídia Nejvyššího sovětu; AKP
- 18. 5. 1949 – 9. 3. 1954 – Nazar Heydar ogly Heydarov – předseda prezídia Nejvyššího sovětu; AKP
- 9. 3. 1954 – 23. 1. 1958 – Mirza Azhdar ogly Ibrahimov – předseda prezídia Nejvyššího sovětu; AKP
- 23. 1. 1958 – 26. 11. 1959 – Ilyas Kerim ogly Abdullayev – předseda prezídia Nejvyššího sovětu; AKP
- 26. 11. 1959 – 16. 11. 1961 – Saftar Mamed ogly Dzhafarov – předseda prezídia Nejvyššího sovětu; AKP
- 29. 12. 1961 – 25. 12. 1969 – Mamed Abdul ogly Iskenderov – předseda prezídia Nejvyššího sovětu; AKP
- 25. 12. 1969 – 30. 12. 1985 – Kurban Ali ogly Khalilov – předseda prezídia Nejvyššího sovětu; AKP
- 30. 12. 1985 – 22. 6. 1989 – Suleiman Bayram ogly Tatliyev – předseda prezídia Nejvyššího sovětu; AKP
- 22. 6. 1989 – 18. 5. 1990 – Elmira Mikail kyzy Kafarovová – předsedkyně prezídia Nejvyššího sovětu; AKP
- 19. 5. 1990 – 5. 2. 1991 – Ayaz Niyazi oğlu Mütəllibov – prezident; AKP

### Ázerbájdžánská republika
- 5. 2. 1991 – 25. 12. 1991 (– 6. 3. 1992) – Ayaz Niyazi oğlu Mütəllibov – prezident; bezp.

## Administrativní členění
1 ASSR, 1 AO, 61 rajónů

### Autonomní republika
| Název              | Rozloha v km2 | Počet obyvatel (1985) | Administrativní středisko |
| ------------------ | ------------- | --------------------- | ------------------------- |
| Nachičevanská ASSR | 5.500         | 267.000               | Nachičevan                |

### Autonomní oblast
| Název                 | Rozloha v km2 | Počet obyvatel (1985) | Administrativní středisko |
| --------------------- | ------------- | --------------------- | ------------------------- |
| Náhorní karabašská AO | 4.400         | 174.000               | Stepanakert               |